# Lantignié
Lantignié is een gemeente in het Franse departement Rhône (regio Auvergne-Rhône-Alpes) en telt 685 inwoners (2005). De plaats maakt deel uit van het arrondissement Villefranche-sur-Saône.

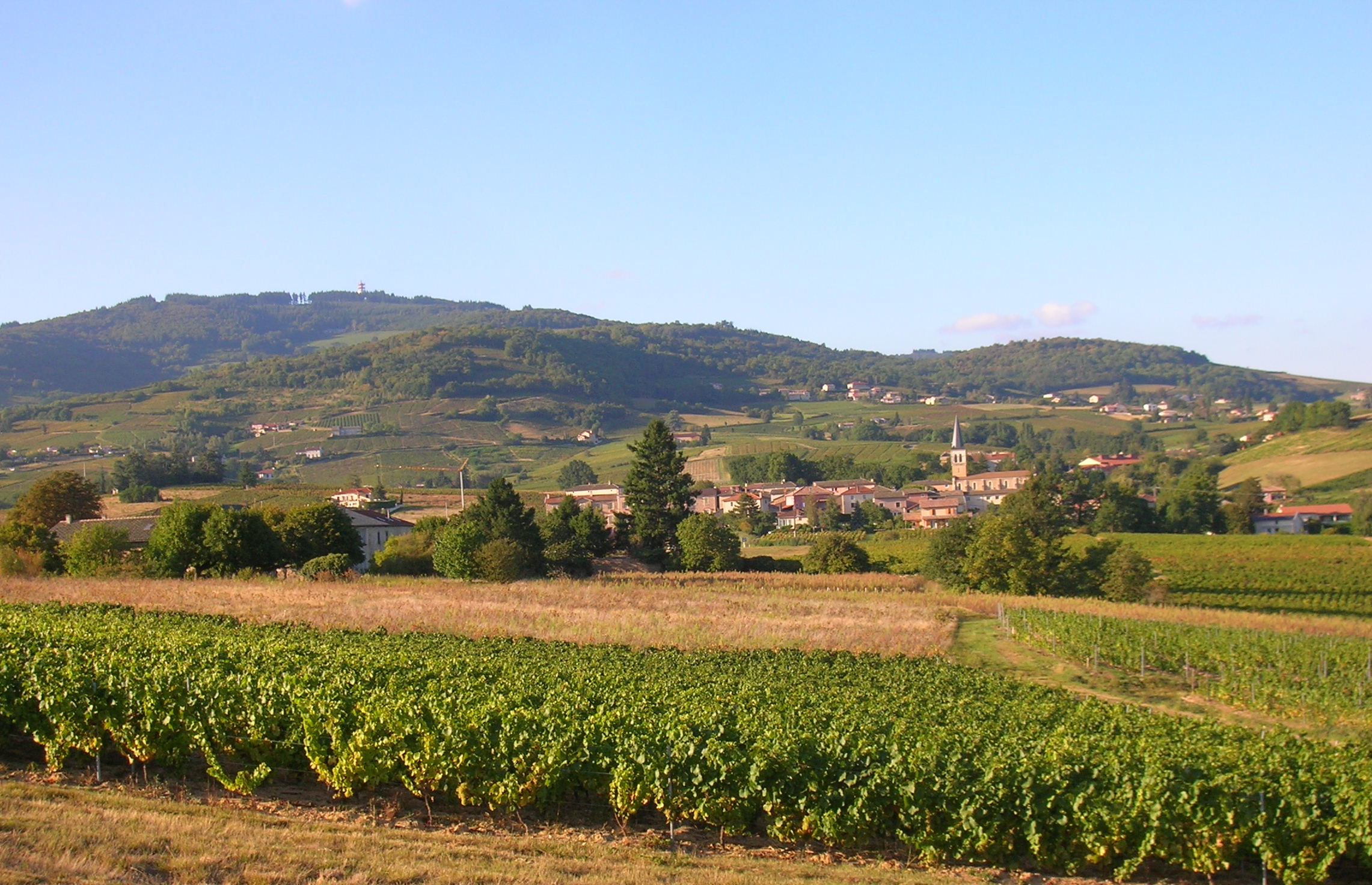
Lantignié
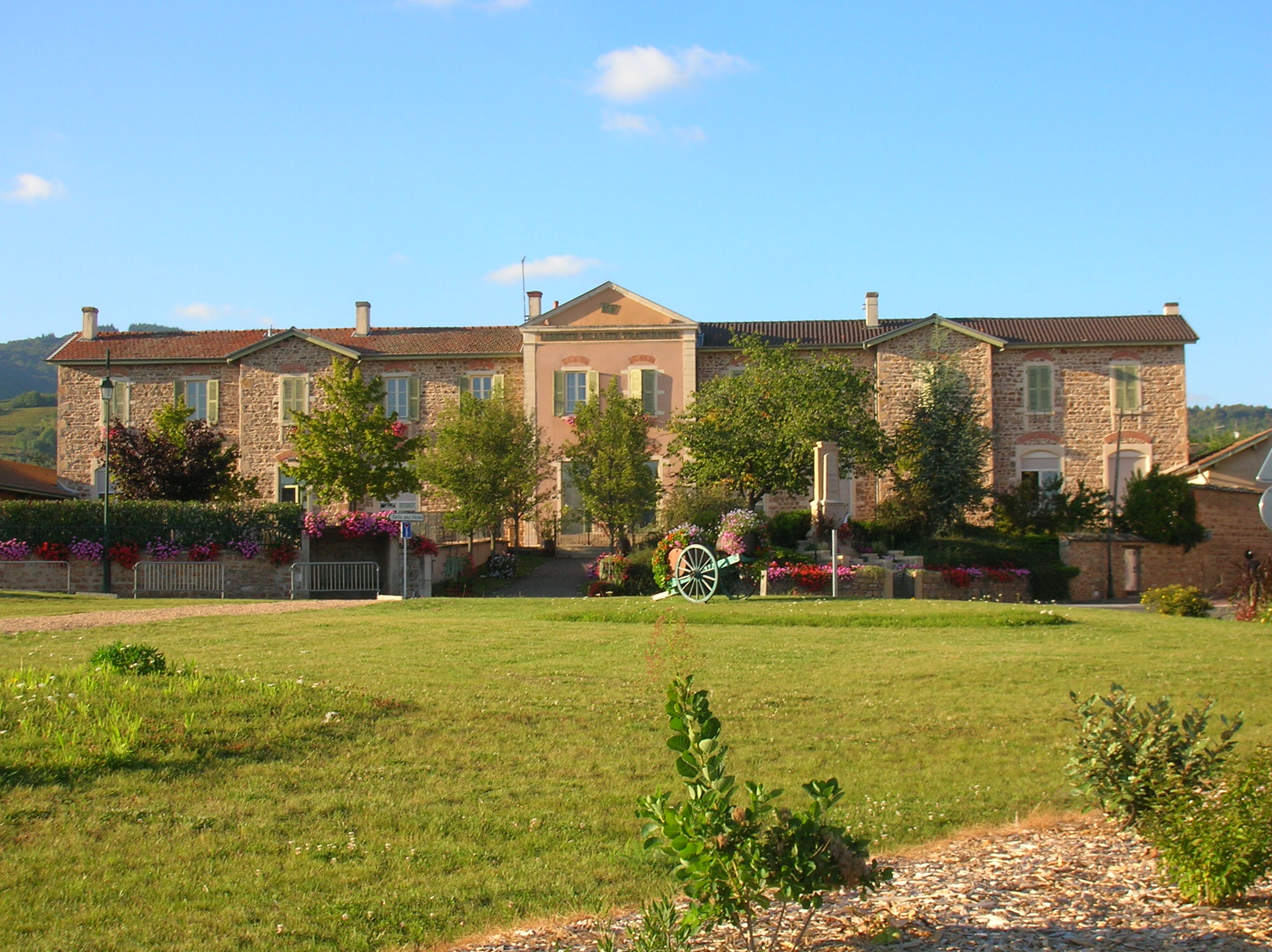
Gemeentehuis
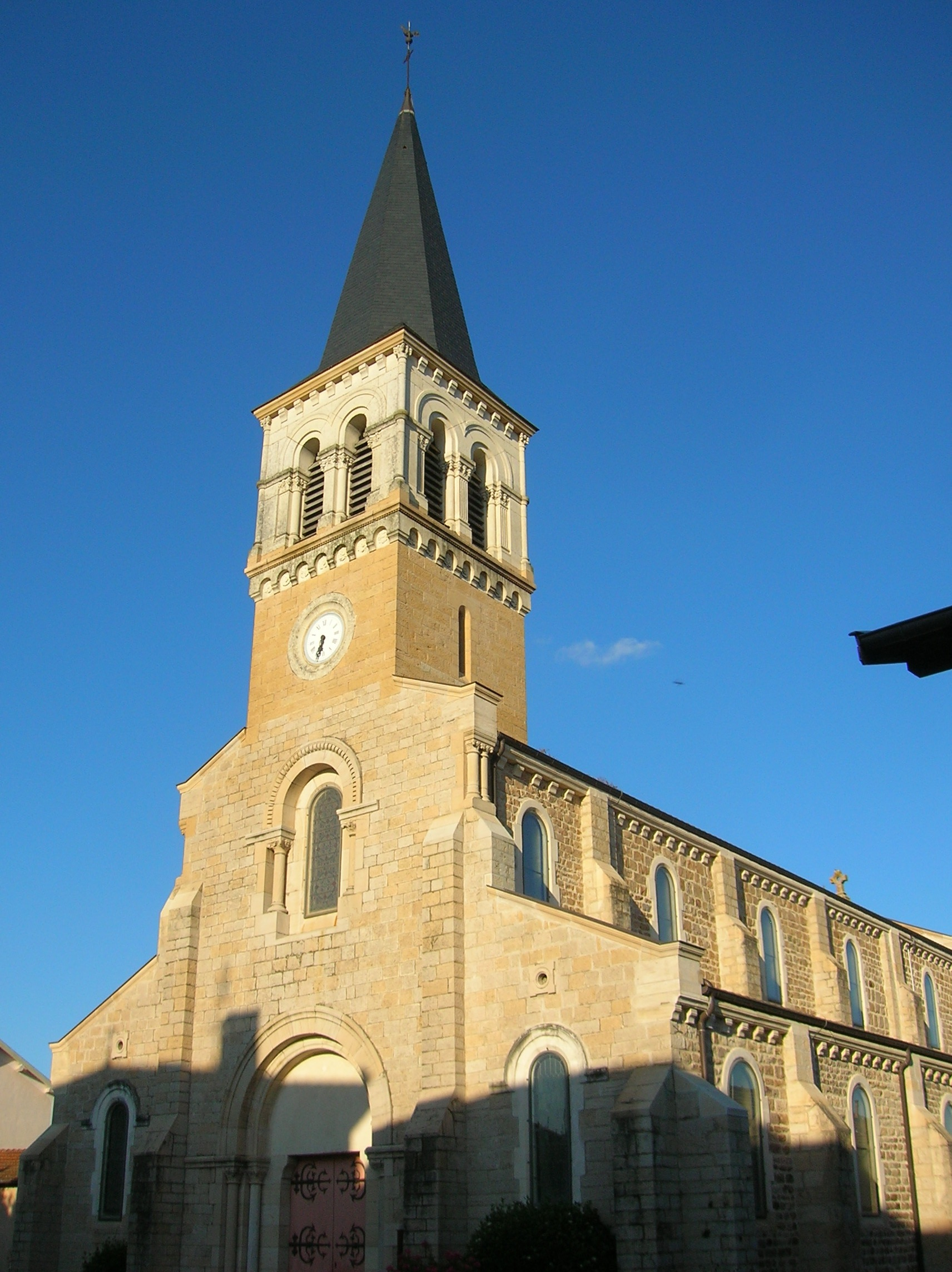
Kerk van Lantignié

## Geografie
De oppervlakte van Lantignié bedraagt 7,4 km², de bevolkingsdichtheid is 92,6 inwoners per km².
De onderstaande kaart toont de ligging van Lantignié met de belangrijkste infrastructuur en aangrenzende gemeenten.

## Demografie
Onderstaande figuur toont het verloop van het inwonertal (bron: INSEE-tellingen).